# Blas Alascio
Blas Rafael Alascio (San Miguel de Tucumán, 22 de octubre de 1937-San Carlos de Bariloche, 18 de enero de 2021) fue un físico y científico argentino, cofundador del grupo de Teoría de Sólidos del Centro Atómico Bariloche. Magnetismo, superconductividad, sistemas de electrones fuertemente correlacionados fueron algunos de los temas que investigó durante su prolífica trayectoria, que incluyó la docencia y la formación de nuevos investigadores . 
Licenciado en Física y Doctor en Física por la Universidad Nacional de Tucumán, Alascio realizó la investigación de su tesis de doctorado en el Instituto Balseiro, de la Comisión Nacional de Energía Atómica (CNEA) y la Universidad Nacional de Cuyo (UNCUYO), bajo la dirección de José Antonio Balseiro.
A principios de la década de 1960, llegó a Bariloche, para realizar su tesis de doctorado bajo la dirección de José Antonio Balseiro. El título de esa carrera de posgrado fue otorgado por la Universidad Nacional de Tucumán, si bien la investigación se realizó en la ciudad patagónica. Allí fue entonces su primer contacto con el entonces llamado “Instituto de Física”, hoy denominado Instituto Balseiro. Su tesis de Doctorado se titula: “Acoplamiento Spin-Orbita entre Nucleones”.
Al terminar su doctorado, realizó una estadía posdoctoral en la Universidad de California, Berkeley. Regresó a la Argentina en 1964 e, invitado por el profesor Alberto Maiztegui, dio clases en un curso de física en el entonces Instituto de Matemática, Astronomía y Física de la Universidad Nacional de Córdoba. En abril de ese mismo año regresó a Bariloche para empezar a trabajar en el Centro Atómico Bariloche y el Instituto Balseiro. Dedicó el resto de su vida a la física y a formar nuevos investigadores desde la docencia en el Balseiro. En 2009, fue designado profesor honorario de esta institución.
En el Balseiro, fue profesor en cursos de Mecánica Cuántica, Mecánica Estadística e innumerables cursos de Física del Sólido. Fue director de tesis de 12 doctorandos en este Instituto. Sus primeros doctorandos fueron María Gabriela Carabelli Marzola y Hugo Nazareno, a quienes había conocido durante su estadía en Córdoba. Junto con su colega y amigo Arturo López Dávalos creó el grupo de Teoría de Sólidos en el Centro Atómico Bariloche, un grupo que en la actualidad tiene el nombre de “Teoría de la Materia Condensada”.
Asimismo, participó como científico visitante o miembro de comités en varios centros de investigación del extranjero, como por ejemplo el International Centre for Theoretical Physics (ICTP), de Trieste, Italia; la Sociedad Latinoamericana de Ciencias de Superficies, del Vacío y sus Aplicaciones (SLACS); y el Centro Internacional de Física de la Materia Condensada, de la Universidad de Brasilia, Brasil. Fue uno de los fundadores y miembro del Consejo Directivo de la Fundación Balseiro. 

## Detalles de su trayectoria
Una particularidad del profesor Alascio es que cuando estudiaba en la UNT, se presentó a rendir el examen del Instituto de Física de Bariloche (hoy Instituto Balseiro). Si bien fue seleccionado para recibir una de las becas de los ingresantes de física, prefirió terminar su Licenciatura en Tucumán.
Las becas, no obstante, fueron importantes en su formación. Entre 1960-1962, obtuvo una beca otorgada por la UNT para realizar estudios sobre Teoría de Sólidos en el Instituto de Física de San Carlos de Bariloche, Universidad Nacional de Cuyo, con el primer director del Balseiro como guía. Entre 1962-1964, recibió una Beca Externa posdoctoral otorgada por la "Agency for International Development" (AID) para realizar investigaciones en la Universidad de California en Berkeley, en los Estados Unidos.
A principios de la década del `80, recibió el Premio "Teófilo Isnardi" 1982-1983, otorgado por la Academia Nacional de Ciencias Exactas, Físicas y Naturales. Y desde 1998, fue fellow de la American Physical Society, una de las asociaciones de física más prestigiosas del mundo. También fue miembro de la [[Asociación Física Argentina]]. 
A la par de su destacada carrera docente, se desempeñó como investigador de la CNEA desde 1964 y fue Investigador del Consejo Nacional de Investigaciones Científicas y Técnicas (CONICET) desde 1984. En los períodos 1982-1984 y 1986-1995, fue Jefe del Departamento Investigación Básica del Centro Atómico Bariloche. Asimismo, participó como científico visitante o miembro de comités en varios centros de investigación del extranjero, como por ejemplo el International Centre for Theoretical Physics (ICTP), de Trieste, Italia; la Sociedad Latinoamericana de Ciencias de Superficies, del Vacío y sus Aplicaciones (SLACS); y el Centro Internacional de Física de la Materia Condensada, de la Universidad de Brasilia, Brasil. Fue uno de los fundadores y miembro del Consejo Directivo de la Fundación Balseiro. 
Fue director de 14 tesis de Licenciatura en el Balseiro, y miembro de jurados de tesis doctorales y de evaluaciones de profesores, réferi de revistas internacionales de física (Physical Review y Physical Review Letters), y miembro de Comisiones Asesoras del CONICET. También tuvo una activa participación en el convenio entre Argentina y el ICTP y como jurado de premios otorgados por asociaciones como la Academia de Ciencias del Tercer Mundo (TWAS, entre otras). En 2008 fue declarado Socio Honorario de la Asociación Física Argentina.

## Vida personal
Hijo de un ingeniero y una maestra, Blas Alascio nació el 22 de octubre de 1937 en la ciudad de San Miguel de Tucumán. Con su primera esposa, Ana María Verónica Grünfeld (también física y recibida en el Instituto Balseiro), tuvo tres hijos: Susana, psicóloga, Blas, ingeniero químico, y Ana, responsable de marketing en empresa de la que es socia. Tuvo siete nietas, y también seis nietos “adoptivos”, nietos de su segunda esposa, Carlota Gamarra.
Alascio fue un gran esquiador y jugador de tenis, y cada tanto se acercaba a algún torneo de bridge. Amaba los perros y se sentaba horas a escuchar música clásica: Dvorak y Beethoven eran algunos de sus compositores preferidos; ópera: incluyendo a Plácido Domingo, Luciano Pavarotti, José Carreras y María Callas; y jazz: Louis Armstrong, Miles Davis y Claude Bolling eran sus elegidos. No tocaba ningún instrumento, y si bien le gustaban el dibujo y la pintura contaba que había elegido dedicarse de lleno a la física. Su otro pasatiempo era leer novelas, y prefería el género policial. 
|                                                                        |
| Alascio se dedicó a la investigación y docencia en física toda su vida |

| |
| Blas Alascio (en el centro) junto a colegas de distintos grupos de física del Centro Atómico Bariloche y del Instituto Balseiro |

|                                                                               |
| Blas Alascio, Karen Hallberg y Carlota Gamarra en el Centro Atómico Bariloche |

|                                                                     |
| Roberto Iglesias, Raúl Oseroff, Blas Alascio y Arturo López Dávalos |

|                                                                |
| A los 81 años, Alascio aún disfrutaba de este deporte invernal |